# Докосване
Докосване е български телевизионен филм (любовна драма, новела, късометражен) от 1999 година. Сценарист, режисьор и оператор на филма е Валентин Гоневски, а художник на филма е Боряна Елимова. 

## Актьорски състав
| В главните роли     | Изпълнител          |
| ------------------- | ------------------- |
| актрисата, певицата | Камелия Тодорова    |
| режисьора           | Николай Сотиров     |
| актьора             | Даниел Цочев        |
|                     | Александра Гюзелева |